# 點融網
點融網（英語：Dianrong）是一家總部位於中國上海的在線市場貸款公司。該公司被命名為「中國貸款俱樂部」，由蘇海德於2012年創立。2018年時受到借貸平台集體倒閉事件的影響，導致裁員和辦公室關閉。

## 外部連結
- 官方網站